# Soul Men
Soul Men is een Amerikaanse musicalfilm uit 2008 van Malcolm D. Lee.

## Verhaal
Twee ex-soulzangers, Louis en Floyd die elkaar in 20 jaar niet meer hebben gesproken, hebben beide toegezegd om een reünieconcert te spelen voor hun onlangs overleden ex-leadzanger. Cleo, de dochter van Louis, wordt hun nieuwe zangeres. Markant detail is dat zowel Bernie Mac als Isaac Hayes, die beiden een rol in de film spelen, nog in hetzelfde jaar (2008) overleden.

## Rolverdeling
| Acteur            | Personage       |
| ----------------- | --------------- |
| Samuel L. Jackson | Louis Hinds     |
| Bernie Mac        | Floyd Henderson |
| Isaac Hayes       | Zichzelf        |
| Sharon Leal       | Cleo            |
| Sean Hayes        | Danny Epstein   |
| Jennifer Coolidge | Rosalee         |